# Erste Griechische Evangelische Kirche

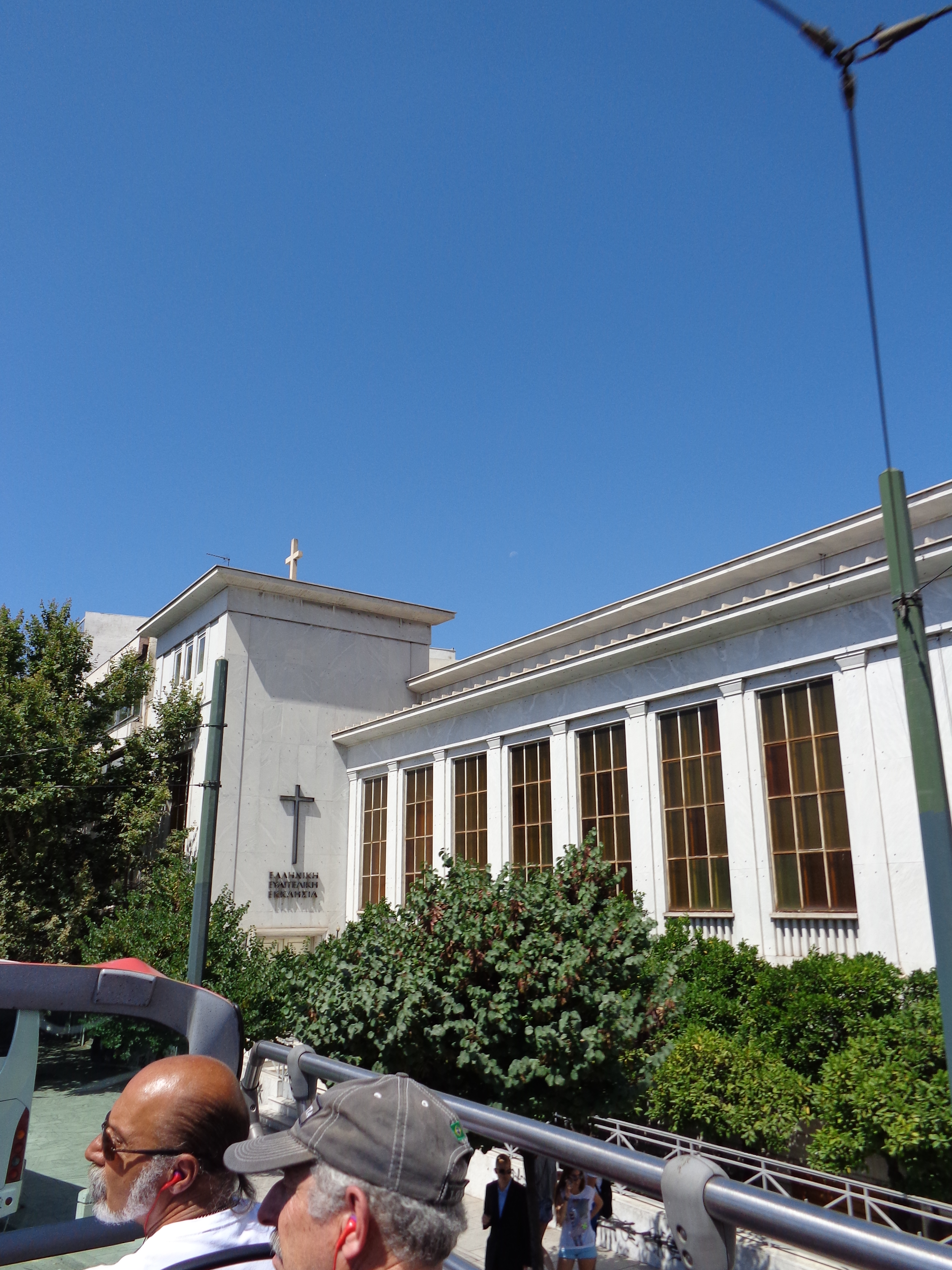
Erste Griechische Evangelische Kirche in Athen

Die Erste Griechische Evangelische Kirche (griechisch Ά / Πρώτη Ελληνική Ευαγγελική Εκκλησία Proti Eliniki Evangeliki Ekklisia, Abkürzung: AEEE) ist die erste offiziell anerkannte protestantische Kirche in Griechenland. Die Gemeinderäume liegen an der Hauptstraße Leoforos Vasilissis Amalias, direkt gegenüber dem Hadrianstor in Athen, sowie am Leoforos Vouliagmenis in Glyfada.

## Geschichte
Die Geschichte der Kirche beginnt mit dem Dienst von Michail Kalopothakis im Jahre 1858. Das Gebäude der Kirche wurde direkt gegenüber dem Olympieion erbaut und 1871 eingeweiht.
Im 19. Jahrhundert wurde die Kirche mehrfach Ziel fanatischer Anschläge. Bei Karfreitags-Prozessionen (Μεγάλη Παρασκευή) der Kirche Agia Jekaterina (Ι.Ν. Αγίας Αικατερίνης) von Plaka war es üblich, dass die Teilnehmer vor der Kirche stehen blieben und Steine warfen, um erst dann ihre Prozession fortzusetzen. 1892 stürmte während eines Gottesdienstes eine Gruppe Randalierer die Kirche und zündete Bibeln, Gesangbücher und Sitzbänke an.
1896 beschädigte die Polizei auf Befehl des Präfekten und auf Veranlassung der Metropolie Athen das Aushängeschild mit der Aufschrift „Griechische Evangelische Kirche“. Sie zerstörten vor allem das Wort Ελληνική (griechisch), weil der Metropolit behauptete, die Gemeinde würde Proselytismus betreiben. Erst auf eine Klage der fünf besten Anwälte der Hauptstadt (πέντε εκ των διαπρεπεστάτων νομομαθών της πρωτεύουσας) hin, die nachwies, dass das Vorgehen des Präfekten gesetzwidrig war, durfte die Kirche ihre Beschilderung wiederherstellen.
Heute gehört die Gemeinde zur Südlichen Synode (Νότια Σύνοδο) der Griechischen Evangelischen Kirche. Gemeindepastor ist Giotis Kantartzis (Γιώτης Κανταρτζής).

## Aktivitäten

### Diakonie
Die Gemeinde macht Angebote für Kinder, Jugendliche, Frauen und Paare und unterhält die Studentengruppe „Thesi 95“ (Θέση 95). Weitere Gruppen treffen sich in Glyfada, Nea Smyrni, Agia Paraskevi, Cholargos (Χολαργός), Iraklio (Attika) und anderen Teilen des Großraums Athen (Λεκανοπέδιο Αττικής).

### Auftritt in der Stadt
Im Oktober 2009 begann die Gemeinde ein Gemeindegründungsprojekt in Glyfada und 2010 ein weiteres in Exarchia.

### Kulturelle Aktivitäten
Jedes Jahr zur Weihnachtszeit organisiert die Gemeinde ein musikalisches Programm, das Christmasfest. 2007 wurde erstmals das „Festival Bach“ (φεστιβάλ Bach) abgehalten.

### Sozialarbeit
Aktiv ist die Gemeinde auch in der Sozialarbeit im Therapiezentrum „Filimon“. Darüber hinaus gibt es ein Programm „Nea Zoi“ (Neues Leben, Νέα Ζωή) für Prostituierte, und die Aktion „Dromi Kathari“ (Saubere Straßen, Δρόμοι Καθαροί), bei dem symbolisch in den Stadtvierteln Straßenreinigungen durchgeführt werden, sowie Nothilfeprogramme für Flüchtlinge.

### Biblische Erziehung
Im Sinne ihrer Gründer bietet die Gemeinde auch Programme zur biblischen Unterweisung und Themenbezogene Schulungen zum Glauben und zur Auslegung der Heiligen Schrift an.